# Purpurfilziger Holzritterling
Der Purpurfilzige oder Rötliche Holzritterling (Tricholomopsis rutilans) ist eine Pilzart aus der Familie der Fadenkeulchenverwandten.

## Merkmale
Der Purpurfilzige Holzritterling wächst einzeln oder in kleinen Büscheln und bildet in Hut und Stiel gegliederte Fruchtkörper. Der Hut ist 5–15 cm breit und bis zu 16 cm hoch. Der Hut hat zunächst eine halbkugelige, später ausgebreitete Form. Die gelbe Oberfläche ist mit weinroten bis tief purpurroten Faserschüppchen bedeckt. Bei jungen Exemplaren stehen die Schuppen zunächst eng beisammen, weshalb der Hut weinrot bis fast schwarzrot erscheint. Später wandern die matten, roten Schuppen weiter auseinander und die gelbe Grundfarbe wird sichtbar. Dadurch sieht der Hut in der Mitte rot und nach außen hin dunkelgelb bis orange aus. Wenn die Schüppchen durch Regen abgewaschen sind, kann er auch nahezu gelb wirken. Die lebhaft gelben Lamellen auf der Hutunterseite stehen dicht gedrängt, sind ausgebuchtet oder breit am Stiel angewachsen und besitzen eine stark bewimperte Schneide. Das Sporenpulver ist weiß. Der hutfarbene, vollfleischige und im Alter manchmal hohl werdende Stiel kann bis zu 10 cm lang und 2,5 cm dick werden. Das Fleisch ist sattgelb, saftig und hat einen milden bis etwas muffigen Geschmack.
Die Sporen sind farblos-hyalin, breit ellipsoid und messen 5,0–8,5 × 4,0–6,5 µm. Der Länge-Breite-Quotient der Sporen beträgt 1,14–1,55 (im Schnitt zwischen 1,30 und 1,35).

## Abgrenzung zu nahestehenden Arten
Der Purpurfilzige Holzritterling ist Teil eines Artenaggregats aus mindestens fünf Taxa, von denen neben ihm selber mit Tricholomopsis alborufescens und Tricholomopsis pteridicola zwei beschrieben wurden, während zwei weitere, genetisch abgrenzbare Arten bislang noch unbeschrieben sind. Diese laufen zurzeit unter den provisorischen Bezeichnungen „Tr. aff. rutilans 1 und 2“.
Nach aktueller Eingrenzung und Epitypisierung sind nur Kollektionen mit kräftig gelbem Fleisch, deutlich gelben Lamellen und tief purpurrotem Hutfilz Tricholomopsis rutilans im engen Sinn. Dies entspricht der von Marcel Bon beschriebenen Varietät Tricholomopsis rutilans var. splendidissima Bon.
Tricholomopsis pteridicola wurde als blasslamellige Art, die ansonsten abgesehen von relativ kleinem Wuchs makroskopisch kaum vom Purpurfilzigen Holzritterling zu unterscheiden ist, beschrieben. Mit Hilfe des Mikroskops lässt sie sich aber anhand gelb gefüllter Pleurozystiden abgrenzen, einem Merkmal, das sonst nur Tricholomopsis flammula zeigt. Zudem ist Tricholomopsis pteridicola durch das Wachstum an Rhizomen des Adlerfarns ökologisch abgrenzbar, da der Purpurfizige Holzritterling nur an Totholz vorkommt.
Tricholomopsis alborufescens wiederum lässt sich jung an den weißen bis gelblich-weißen Hüten, die erst im Alter röten und dann angedrückte, kupferrote Hutschuppen bilden, sowie die sehr blassen Lamellen gut von typischen Purpurfilzigen Holzritterlingen unterscheiden. Im Mikroskop fallen hier Sporen mit einem deutlich größeren Länge-Breite-Quotient auf: Q = (1,3) 1,5–1,8 (2,2).
Verwechslungen sind auch mit anderen Vertretern der Gattung möglich. Tricholomopsis flammula ist schmächtiger und gelbstielig, kann aber im Zweifelsfall durch die gelb gefüllten Pleurozystiden und zudem ebenfalls durch einen größeren Sporenquotienten als beim Purpurfilzigen Holzritterling erkannt werden.
Tricholomopsis badinensis ist ebenfalls eine schmächtigere Art, die makroskopisch viel deutlicher gelb getönt ist als der Purpurfilzige Holzritterling und anstelle des roten Filzes kleine, erst angedrückte, später abstehende Hutschüppchen aufweist. Dessen Sporen haben einen durchschnittlichen Quotienten zwischen 1,46 und 1,60, sind also länglicher geformt als die Sporen des Purpurfilzigen Holzritterlings.
Weiteren europäischen Arten der Gattung fehlen Rottöne an Hut und Stiel und sind daher nicht mit dem Purpurfilzigen Holzritterling verwechselbar.

## Typisierung
Der Iconotypus von Jacob Christian Schäffer zeigt eine Kollektion aus dem Raum Regensburg, Bayern. Als die Tafel begleitender Epitypus wurde im Jahr 2015 eine schwedische Kollektion gewählt.

## Ökologie und Phänologie
Der Purpurfilzige Holzritterling ist ein saprobiontischer Bewohner von Totholz, der im besiedelten Substrat eine Weißfäule erzeugt. Er wächst in der Regel auf Nadelholz, in Mitteleuropa in erster Linie auf liegenden Stämmen, Strünken und toten Wurzeln von Fichte, daneben Kiefern und Tannen, sehr selten auch auf Laubholz. Er kommt in diversen Fichten- und Fichten-Tannenwäldern, in Kiefern- und Fichtenforsten, in Mischwäldern und mit den Substratbäumen auch in anderen Biotopen vor.
Die Fruchtkörper erscheinen hauptsächlich von Juli bis November, seltener auch schon etwas früher.

## Verbreitung
Der Purpurfilzige Holzritterling im weiteren Sinn kommt in Australien, Mittelamerika, in Asien von Kleinasien und dem Kaukasus bis Japan und Korea, in Nordamerika, Nordafrika und auf den Kanaren vor. Nordamerikanische Kollektionen haben sich zum Beispiel als genetisch eigenständige, aber noch nicht beschriebene Art herausgestellt. Insofern sind außereuropäische Vorkommen jeweils zu überprüfen, ob es sich hierbei um Tricholomopsis rutilans im engen Sinn handelt. In Europa ist er vom Mittelmeerraum bis zum 69. Breitengrad in Norwegen und Finnland vertreten. In Deutschland ist die Art, die vom forstlichen Anbau von Fichten und Kiefern profitiert, überall stark verbreitet bis gemein.

## Bedeutung
Der Purpurfilzige Holzritterling ist zwar essbar, aufgrund seines dumpfen Geschmacks aber als Speisepilz eher ungeeignet. Für den Verzehr sind am ehesten junge Exemplare in geringen Mengen geeignet. Als Totholzbesiedler tritt er nicht als Forstschädling in Erscheinung, sondern trägt durch seine saprophage Lebensweise zur Humusbildung bei.